# Aigle huppé
Nisaetus cirrhatus
Espèce
Statut de conservation UICN

 LC  : Préoccupation mineure
Statut CITES

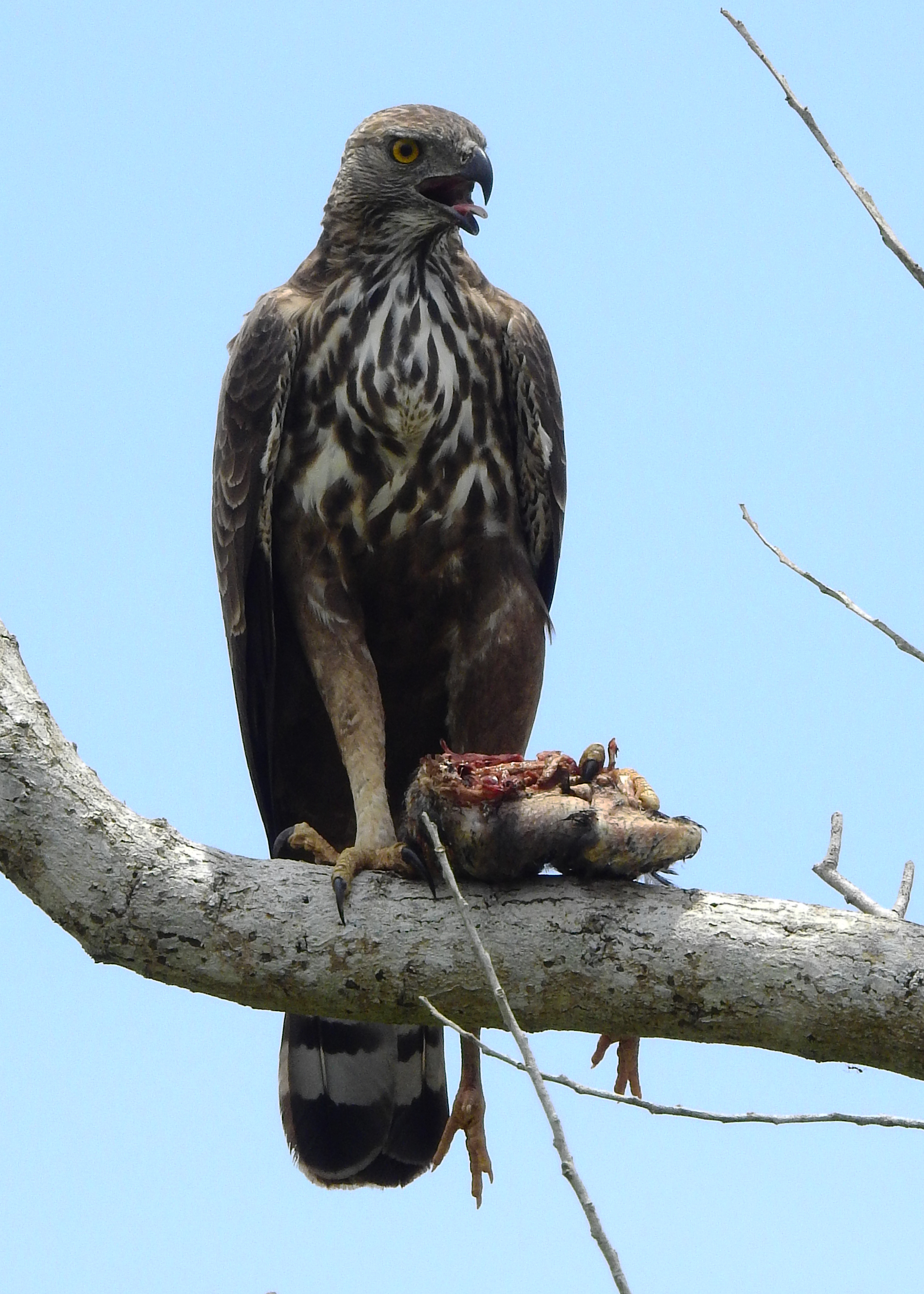
Un aigle huppé perché sur un arbre dévorant un poulet dérobé dans une basse-cour d'un village à proximité. À Jambi (province) en Indonésie. Septembre 2018.

L’Aigle huppé (Nisaetus cirrhatus, autrefois Spizaetus cirrhatus) est une espèce de rapace de la famille des Accipitridae. Il est souvent à tort confondu avec l'Aigle huppard.

## Localisation
Il vit dans le sous-continent indien, principalement en Inde et au Sri Lanka, et du bord sud-est de l'Himalaya à travers l'Asie du Sud-Est jusqu'à l'Indonésie et aux Philippines.
Son habitat varie légèrement selon les régions. Ainsi, les sous-espèces que l'on trouve dans les îles affectionnent particulièrement les forêts, alors que la sous-espèce Nisaetus cirrhatus limnaeetus préfère les lisières de villages.

## Description

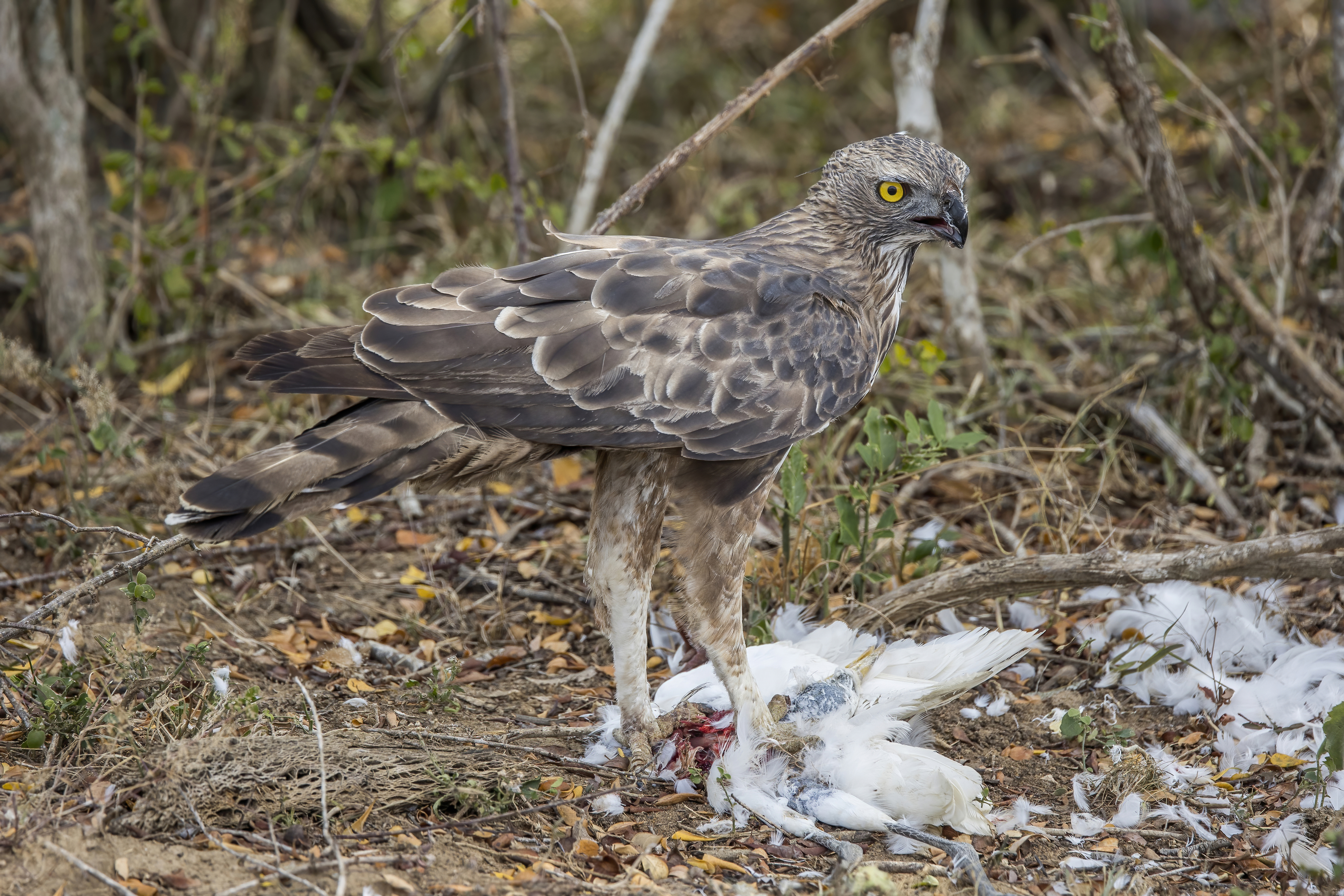
Un aigle huppé mangeant un morceau dans le parc national du Bundala au Sri Lanka. Février 2022.

L'aigle huppé mesure de la tête à la queue de 61 à 75 cm. Son plumage est brun et noir et il porte une crête (huppe) sur la tête.

## Reproduction
La reproduction n'a pas forcément lieu tous les ans. Dans les zones tropicales, la période varie, mais dans la partie nord de leur distribution, elle a lieu de décembre à avril.

## Sous-espèces
D'après la classification de référence (version 14.1, 2024) de l'Union internationale des ornithologues, l'Aigle huppé possède 5 sous-espèces (ordre philogénique) :
- N. c. limnaeetus (Horsfield, 1821) — nord de l'Inde et Asie du Sud-Est ;
- N. c. cirrhatus (Gmelin, JF, 1788) — Inde;
- N. c. ceylanensis (Gmelin, JF, 1788) — Sri Lanka ;
- N. c. andamanensis (Tytler, 1865) — îles Andaman ;
- N. c. vanheurni (Junge, 1936) — Simeulue.